# Doucier
Doucier település Franciaországban, Jura megyében. Lakosainak száma 281 fő (2022. január 1.). Doucier Songeson, Charcier, Châtillon, Denezières, Fontenu, Marigny és Menétrux-en-Joux községekkel határos.

## Népesség
A település népességének változása:
| Lakosok száma | 224  | 202  | 231  | 318  | 300  | 305  | 298  | 281  | 280  | 281  |
|               | 1968 | 1982 | 1990 | 2006 | 2013 | 2015 | 2017 | 2019 | 2020 | 2022 |